# Ödland-Heideschnecke
Die Ödland-Heideschnecke (Cernuella cisalpina) ist eine Schneckenart der Familie der Geomitridae  aus der Ordnung der Landlungenschnecken (Stylommatophora).

## Merkmale

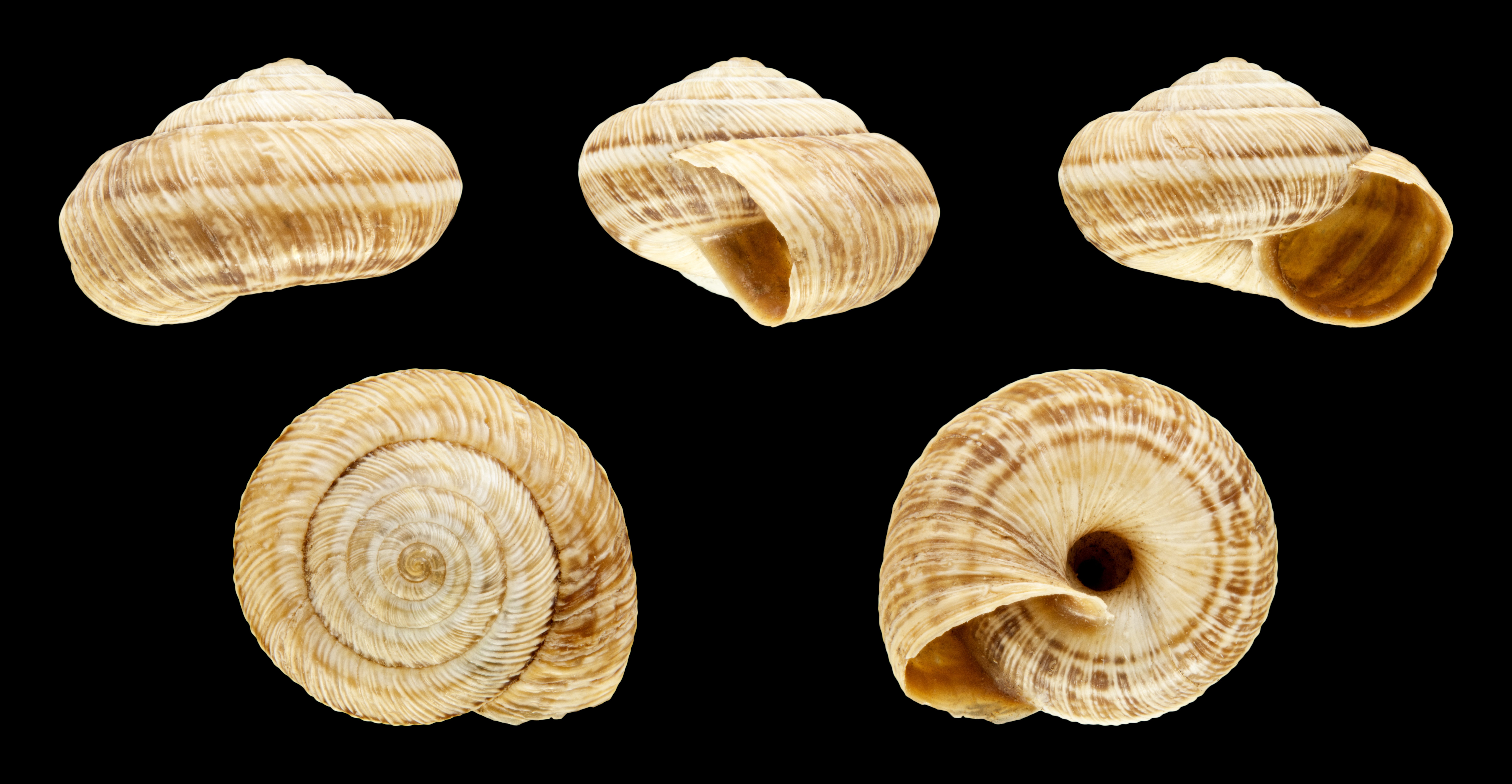
Gehäuse

Das gedrückt-kegelförmige bis fast flache Gehäuse ist 6,5 bis 9,0 mm hoch und 8,0 bis 12,0 mm breit. Es sind fünf bis sechs gewölbte Umgänge vorhanden, die an der Peripherie gerundet sind. Der enge, offene Nabel nimmt etwa 1/6 der Gehäusebreite ein. Die Mündung ist schräg eiförmig, der Mundsaum einfach und nur im Nabelbereich leicht umgebogen.
Das weißliche, cremefarbene bis bräunliche Gehäuse weist dunklere Spiralbänder oder -flecken auf. An der Peripherie treten auch hellere Streifen auf. Die Oberfläche ist mit groben, unregelmäßigen Anwachsstreifen skulptiert. Die Mündung ist innen rötlichbraun.
Obwohl die Tiere Zwitter sind, können sie sich nicht selbst befruchten. Im weiblichen Genitaltrakt ist das Genitalatrium breiter als lang, manchmal fast nicht vorhanden. Die zwei großen Pfeilsäcke setzen am distalen Ende des Genitalatriums an. Der äußere, bauchige Pfeilsack ist vergleichsweise groß, größer als der innere Pfeilsack. Die zwischen den Pfeilsäcken und den Glandulae mucosae liegende freie Vagina ist breiter als lang. Die Glandulae mucosae teilen sich in wenige Äste auf. Der Samenleiter ist lang und gewunden. Das Flagellum (Blindsack) tritt spitzwinklig in den Epiphallus. Der Epiphallus ist meist etwa doppelt so lang wie das Flagellum. Der Epiphallus ist etwa so lang wie der Penis. Am Übergang vom Epiphallus zum Penis setzt der Penisretraktormuskel an. Der Stiel der Spermathek ist deutlich länger als die Samenblase selber und kann an der Basis verbreitert sein.

### Ähnliche Arten

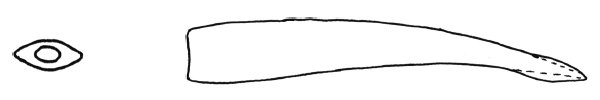
Liebespfeil der Ödland-Heideschnecke (aus Koene & Schulenburg, 2005)

Das Gehäuse der Ödland-Schnecke ähnelt dem der Mittelmeer-Heideschnecke (Cernuella virgata). Letztere ist jedoch größer, besitzt ein höheres Gewinde und etwas gewölbtere Umgänge. Bei der Ödland-Schnecke ist der Nabel etwas weiter, die Anwachsstreifen sind etwas gröber. Auch die Lebensräume der beiden Arten scheinen etwas unterschiedlich zu sein. Während die Ödland-Heideschnecke eher bewachsene, trockene Lebensräume bevorzugt und sich unter Steinen versteckt, kommt die Mittelmeer-Heideschnecke eher an offenen Standorten mit weniger Vegetation vor. Sie klettert bei Trockenheit im Sommer an Pflanzenstängeln, um der Bodenhitze zu entkommen und hält eine Sommerruhe.

## Geographische Verbreitung und Lebensraum
Das Verbreitungsgebiet erstreckt sich von Italien zu den Küsten der Balkanhalbinsel (Adria, Agäis und Schwarzes Meer). In Belgien bei Westende lebt seit mindestens 1937 eine Kolonie in den dortigen Küstendünen. In den Niederlanden gibt es seit 1984 in den Dünen bei Zandvoort eine stabile Kolonie. Außerdem ist eine Kolonie bei dem Feriendorf De Banjaard (Noord-Beveland, Provinz Zeeland) etabliert. In Deutschland gibt es stabile Kolonien in Schleswig-Holstein und Mecklenburg-Vorpommern. In den USA sind etablierte Kolonien im Küstengebiet von Virginia und in North Carolina bekannt.
Die Ödland-Heideschnecke lebt in Belgien und Norddeutschland an trockenen, sonnigen Standorten mit wenig Bewuchs im Bereich von Küstendünen und -deichen. Im Mittelmeergebiet kommt sie an warmen, trockenen und steinigen Standorten mit Bewuchs, aber auch auf kultiviertem Land vor. Sie versteckt sich bei Trockenheit unter Steinen.

## Taxonomie
Das Taxon wurde von Emil Adolf Roßmäßler 1837 in der Kombination Helix cisalpina vorgeschlagen. Ob es sich tatsächlich um ein eigenständiges Taxon handelt, wird in der neueren Literatur noch kontrovers diskutiert. Während Bernhard Hausdorf und Jan Sauer (2009) Cernuella cisalpina als Synonym von Cernuella virgata auffassen fassen Welter Schultes (2012) und Wiese (2014) Cernuella cisalpina als eigenständiges Taxon auf. Nach Ansicht Bernhard Hausdorf und Jan Sauer gibt es (nach Beobachtungen in Kreta) keine Hinweise, dass die beiden Taxa reproduktiv isoliert sind. Ihrer Meinung nach sind keine signifikanten Unterschiede im Genitalapparat vorhanden. Außerdem seien sämtliche Übergänge in Gehäuseform und -größe vorhanden, und es gäbe bisher auch keine Lokalität, wo diese beiden Taxa sympatrisch miteinander vorkommen. John Clerx und Edmund Gittenberger geben an, dass der Geschlechtsapparat im Wesentlichen übereinstimmt, dass jedoch die Glandulae mucosae weniger stark verästelt sind und die Pfeilsäcke im Durchschnitt größer sind. Detaillierte anatomische Untersuchungen zum Innenaufbau wurden aber nicht gemacht.
Dagegen ergab die molekulargenetischen Studie von Manganelli et al. (2005) an italienischen Exemplare von Cernuella virga und Cernuella cisalpina doch deutliche generische Unterschiede, die für eine reproduktive Isolation der beiden Taxa sprechen. Außerdem soll es in Italien Lokalitäten geben, wo beide Taxa eben doch sympatrisch vorkommen. Cernuella cisalpina wird deshalb als bona species akzeptiert (vgl. Welter Schultes). Auch nach den neueren molekularbiologischen Untersuchungen von Puizina et al. (2013) ist Cernuella cisalpina eine eigenständige Art.
Die Fauna Europaea listet über 40 Synonyme auf.

## Gefährdung
Als Neozoon ist die Art in Deutschland nicht bewertet. Die IUCN stuft sie als nicht gefährdet ein.

### Online
- Cernuella cisalpina auf AnimalBase